# Universität Saga

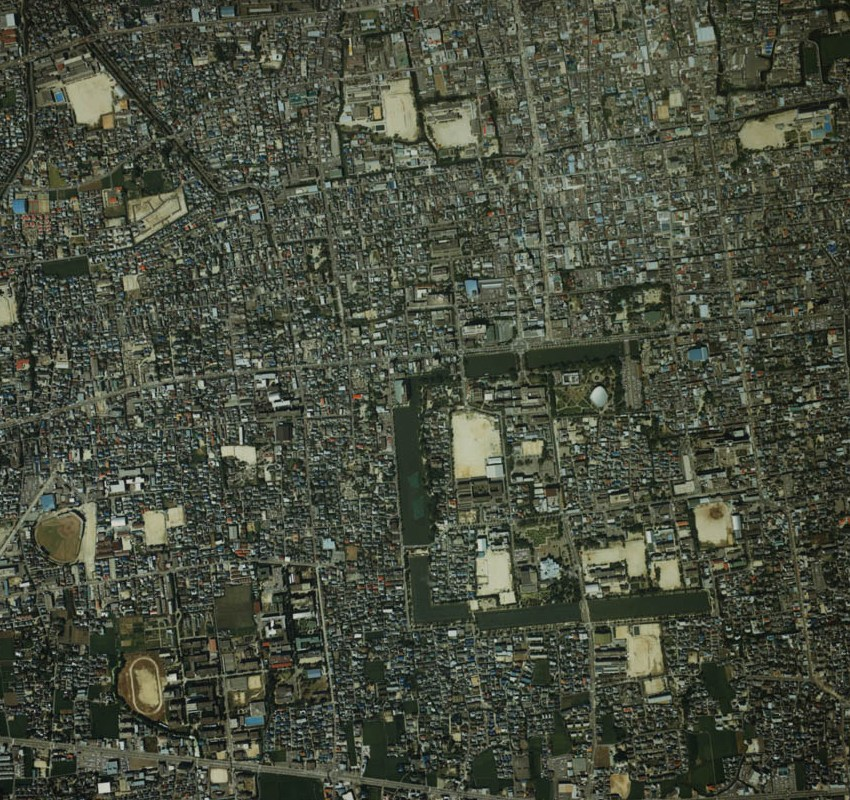
Luftbild von Saga (1987): Burg Saga (Zentrum) und Honjō-Campus (Links-unten)

Die Universität Saga (jap. 佐賀大学, Saga daigaku) ist eine staatliche Universität in Japan. Der Hauptcampus liegt in Saga in der Präfektur Saga.

## Geschichte
Die (ältere) Universität Saga wurde 1949 durch den Zusammenschluss der drei staatlichen Schulen gegründet. Die drei waren:
- die Oberschule Saga (佐賀高等学校, Saga kōtō gakkō, gegründet 1920),
- die Normalschule Saga (佐賀師範学校, Saga shihan gakkō, gegründet 1884), und
- die Jugend-Normalschule Saga (佐賀青年師範学校, Saga seinen shihan gakkō, gegründet 1925).

Die Universität hat seit Gründung den ehemaligen Sitz der Oberschule Saga als Hauptcampus (Honjō-Campus) genutzt. Sie wurde mit zwei Fakultäten eröffnet: (a) Geistes- und Naturwissenschaften sowie (b) Pädagogik. Die Fakultät für Geistes- und Naturwissenschaften wurde in vier Fakultäten geteilt: Agrarwissenschaft (1955), Wirtschaftswissenschaften (1966), Natur- und Ingenieurwissenschaften (1966), und Liberal Arts (1966). 1996 wurden die Fakultäten für Pädagogik und Liberal Arts zu einer Fakultät zusammengelegt: Fakultät für Kulturwissenschaften und Pädagogik.
2003 wurde die (ältere) Universität Saga mit der Medizinischen Universität Saga (佐賀医科大学, Saga ika daigaku, gegründet 1976) zur neuen Universität Saga zusammengelegt.

## Fakultäten
- Honjō-Campus (33° 14′ 31,7″ N, 130° 17′ 28,9″ OKoordinaten: 33° 14′ 31,7″ N, 130° 17′ 28,9″ O):
  - Fakultät für Kulturwissenschaften und Pädagogik
  - Fakultät für Wirtschaftswissenschaften
  - Fakultät für Natur- und Ingenieurwissenschaften
  - Fakultät für Agrarwissenschaft
- Nabeshima-Campus (33° 17′ 4,1″ N, 130° 16′ 0,6″ O):
  - Fakultät für Medizin

## Forschungsinstitute
- Forschungszentrum für Meeresenergie (engl. Institute of Ocean Energy, Saga University, Japan, kurz: IOES)
- Es setzt einen Schwerpunkt auf OTEC (Ocean Thermal Energy Conversion).[5]